# Aleitamento materno em público

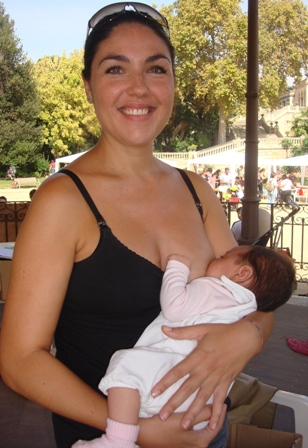
Uma mulher amamentando seu bebê numa conferência pró-aleitamento materno na Espanha.

Aleitamento materno em público é a prática do aleitamento materno de bebês em um espaço público ou semi-público, na vista aberta do público em geral. As atitudes sociais e a proteção legal da prática variam amplamente. Tanto nos países em desenvolvimento, quanto numa série de países ocidentais, o aleitamento materno em público é comum e geralmente não é considerado como um problema. Nesses países, as leis protegem a mãe que está amamentando. Em muitas partes do mundo, incluindo a Austrália, algumas partes dos Estados Unidos e da Europa, juntamente com alguns países da Ásia, as mulheres têm um direito legal expresso de amamentar em público e no local de trabalho.
Mesmo que a prática possa ser legal ou socialmente aceita, algumas mães podem, todavia, ser relutantes em expor as mamas em público para amamentar devido às objeções reais ou potenciais por outras pessoas, por comentários negativos, ou por assédio. Estima-se que cerca de 63% das mães em todo o mundo têm publicamente amamentado. A mídia tem relatado uma série de incidentes em que os trabalhadores ou membros do público tenham se oposto ou proibido as mulheres de amamentar. Algumas mães evitam a atenção negativa e optam por se amamentar em outro local. No entanto, algumas mães têm protestado contra seu tratamento, e se a prática é permitida por lei, elas têm tomado medidas legais ou se envolvido em protestos. Os protestos têm incluído um boicote público da empresa ou organizando um "mamaço", em que grupos de mães que amamentam se reúnem no local onde a reclamação se originou e amamentam seus bebês ao mesmo tempo. Em resposta, algumas empresas pediram desculpas e concordaram em realizar maior treinamento com seus funcionários.

## Atitudes por país

### Brasil
No Brasil, alguns estados e municípios criaram leis para assegurar o direito das mães ao aleitamento materno em locais públicos e privados. Em dezembro de 2015, o governador do estado de São Paulo, Geraldo Alckmin sancionou uma lei aprovada pela Assembleia Legislativa que pune aquele que impedir uma mulher de amamentar com multa de aproximadamente R$ 510,00. Em caso de reincidência, o valor da multa é dobrado. Em 2015, uma lei semelhante à de São Paulo foi sancionada pelo prefeito do município do Rio de Janeiro, Eduardo Paes. A lei prevê multas de R$ 2 mil a R$ 10 mil para empresas e funcionários que impedir as mães de amamentar seus filhos em qualquer local público ou privado. No Rio Grande do Sul, também há uma lei semelhante proibindo qualquer tipo de constrangimento à amamentação em público. Em Porto Alegre, são previstas multas ao estabelecimento que proibir as mães de amamentarem em suas instalações. Atualmente, o Projeto de Lei 1654/19, de autoria da senadora Vanessa Grazziotin, que está em tramitação na Câmara dos Deputados, propõe assegurar a nível federal o direito ao aleitamento materno em público e propõe multas de cerca de R$ 1.996 para quem impedir as mães de amamentar em público.